# Hugo Theodor Christoph
Hugo Theodor Christoph (16 d'abril de 1831 – 5 de novembre de 1894) fou un entomòleg alemany i rus.
Membre de la Russian Entomological Society, Hugo Theodor Christoph va ser des de 1880 comissari de les col·leccions de Lepidoptera del Gran Duc de Rússia Nicolás Mijáilovich Románov.
La seva pròpia col·lecció la va vendre a Thomas de Grey 6è Baró de Walsingham, i ara és al Museu d'Història Natural de Londres.